# Joc video de strategie pe ture
Joc video de strategie pe ture (engleză turn-based strategy) (prescurtat TBS) este un joc strategic (de obicei folosit în unele tipuri de jocuri de război, mai ales la nivelul strategic al luptei) în care jucătorii acționează pe ture. Este o diferență față de jocurile de strategie în timp real unde jucătorii joacă (mută) simultan.  

## Exemple de jocuri

### Tactică pe ture
Genul de jocuri de tactică pe ture se caracterizează prin așteptarea de către jucători până la finalizarea sarcinilor acestora folosind doar mijloacele de luptă care le sunt furnizate și, de obicei, aceste mijloace de luptă sunt realiste (sau cel puțin credibile), bazându-se pe tactici și operațiuni militare.  Exemplele includ Military Madness, The Battle for Wesnoth, Poxnora, Silent Storm, Steel Panthers: World at War!, King's Bounty, Great Big War Game, Nintendo Wars, UniWar, uTanks și seria lui Sid Meier - Civilization.

### Mainstream
După o perioadă de conversie a jocurilor TBS de tablă și istorice la jocuri pe calculator, companiile au început să producă jocuri video de strategie pe ture bazate pe concepte originale. Prezența unui calculator mărește complexitatea jocului într-un mod care nu este posibil într-un joc tradițional.
Unele dintre cele mai bine cunoscute jocuri de strategie pe ture sunt seria lui Sid Meier Civilization, seria Heroes of Might and Magic, seria Panzer General sau  seria Age of Wonders.

### Indie
O tendință a pieței este dezvoltarea așa ziselor jocuri TBS "Indie" (jocuri produse de grupuri mici, independente sau oarecum doar afiliate cu elementele majore din industria jocurilor pe calculator). 
Aceste jocuri extind adesea sau îmbunătățesc deja existentele jocuri video de strategie pe ture.

### Open-source

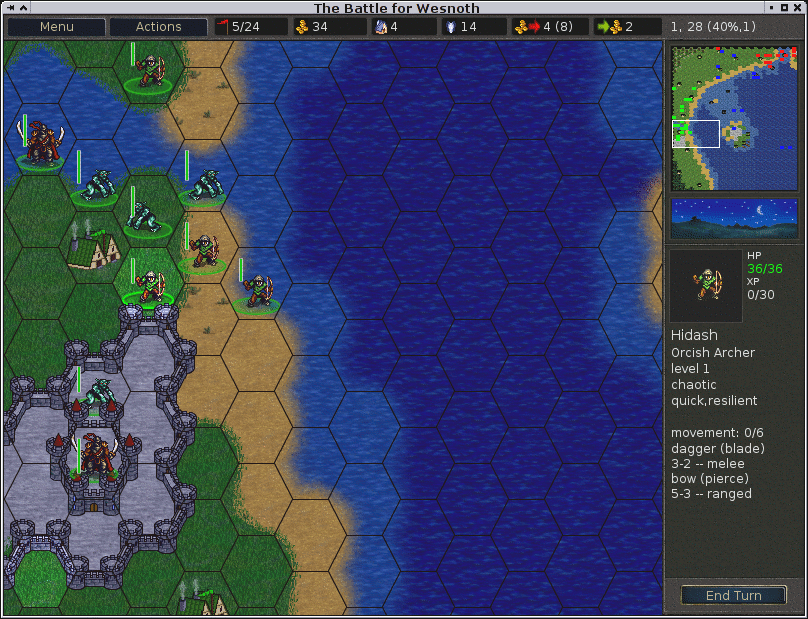
The Battle for Wesnoth este un joc video de strategie pe ture, sursă deschisă

Deoarece jocurile video de strategie pe ture nu necesită de obicei forme avansate de artă sau de modelare, dezvoltatorii care doresc să se ofere voluntar se pot concentra asupra gameplay-ul. Cataloage, cum ar fi Freecode, furnizează liste mari de surse deschise, proiecte de strategie pe ture.

### Jocuri în browser
Deoarece nu cer utilizatorilor să instaleze fișiere și sunt de multe ori gratuite, jocurile online în browser au devenit foarte populare. Tot ceea ce au nevoie utilizatorii este un dispozitiv cu un browser web și conexiune la internet. Multe jocuri vor rula la fel de bine pe un smartphone la fel ca pe un computer desktop.